# Valdemar Sejr
Valdemar Sejr, også kendt som Valdemar 2., (maj/juni 1170 i Ribe – 28. marts 1241 i Vordingborg) var konge af Danmark fra 1202 til sin død. Han var søn af Valdemar den Store og Sophia af Minsk. Han efterfulgte sin bror Knud 6., der døde barnløs. Juledag 1202 blev han kronet i Lund Domkirke af ærkebisp Anders Sunesen. I 1188 var han hertug af Slesvig.
Den danske ekspansion, som Valdemar den Store påbegyndte, blev videreført under sønnerne Knud 6. og Valdemar Sejr. Først indtog Valdemar Sejr Holsten; siden Ditmarsken, Lübeck og Hamburg. Tilnavnet "Sejr" fik han, fordi han var en af de store erobrere i Danmarkshistorien, der sikrede sig store områder ved Østersøen som Pommern og Estland. Især den sidste erobring fik stor betydning, da det ifølge sagnet var her, Dannebrog faldt ned fra himlen. Danmark kom til at strække sig fra Elben og Vadehavet i vest til Gdansk i øst og grænsede mod syd op mod floden Netze i vore dages Polen. Tilnavnet "Sejr" erhvervede han dog først i 1500-tallet.

## Liv og gerning

### Barndom og ungdom
Valdemar var 12 år, da hans far døde. I 1187 overtog han hertugdømmet Sønderjylland, som biskop Valdemar (en frillesøn af Knud 5.) havde styret i hans sted. De to navnebrødre foretog i 1189 et fælles hærtogt, hvorved de erobrede Ditmarsken fra ærkesædet i Bremen. Et par år senere blev det imidlertid afsløret, at biskoppen planlagde at overtage kongemagten. Han flygtede fra Danmark, men vendte tilbage i 1192 med en fremmed hær i et mislykket forsøg på at tage magten med støtte af grev Adolf 3. af Holsten og kong Knut Eriksson af Sverige og den norske kong Sverre. I stedet blev han taget til fange af den unge hertug, der lod ham fængsle på Søborg, hvor biskoppen sad indespærret de næste 14 år. Hertug Valdemar indtog ikke Lauenborg; men ved en natlig overrumpling af Hamburg juleaften 1201 tog Valdemar grev Adolf til fange og løslod ham kun mod Lauenborgs overgivelse.

### Konge af Danmark
Ved sin barnløse brors død den 12. november 1202 blev Valdemar Danmarks konge og kronet juledag af ærkebiskop Anders Sunesen i Lunds Domkirke. I Holsten satte Valdemar sin søstersøn, Albert af Orlamünde, for styret. Samtidig godkendte han Otto 4. som tysk konge, og til gengæld afstod denne ham alle lande nord for Elben; af dem kom Lübeck og Ditmarsken til at stå umiddelbart under den danske krone.
Også i forholdet til sine nordlige naboer blandede Valdemar sig, men ikke med samme held: I 1204 gjorde han et togt til Norge for at støtte baglerne  tronkræver, Erling Stenvæg  mod kong Sverres parti, birkebeinerne. (Kong Sverre var død to år forinden, uden nogen endelig sejr over baglerne, og uden forsoning med kirken.) Valdemar kom sejlende ind i Viken med en stor flåde. Både Erling Stenvæg og hans jarl og senere efterfølger som baglerkonge, Filippus Simonsson, skal have aflagt lensed til den danske konge, og har dermed underkastet sig ham. Dette togt blev dog aldrig andet end en episode; det sidste af en række danske fremstød under de norske borgerkrige 1130-1240 for at genvinde den kontrol, den danske kongemagt en gang havde haft over området omkring Oslofjorden. Efter Valdemar Sejrs død forstummede danske kongers krav på Viken.
Nogle år senere søgte den fordrevne svenske konge, Sverker 2., med dansk hjælp at genvinde sit rige, men tabte slaget ved Lena i 1208, hvor mange danske stormænd faldt. Der vides dog intet om, at Valdemar selv skulle have sluttet forbund med Sverker. Denne faldt to år efter i slaget ved Gestilren.

### Ægteskaber og familie
Det siges at Valdemar angiveligt skulle have ægtet en datter af Henrik 5. "Løve", hertug af Sachsen og af Bayern med dennes hustru Mathilda af England, datter af Kong Henrik 2. af England, ved navn Ingibiorg (af Sachsen). Ægteskabet skulle have fundet sted i 1202, og ophørte, da Ingibiorg døde i 1204. Om ægteskabet udløste afkom vides ikke, dog spekulerer nogle historikere (blandt andet Gregory King, som var en engelsk historiker og genealog), at Kong Valdemars søn Niels, var søn af dette ægteskab. Dette har dog ikke kunnes bevises med nogle samtidshistoriske skrifter.
I 1205 ægtede Valdemar Dagmar af Bøhmen, der var datter af Ottokar 1. af Böhmen, omtrent ved den tid, han fik en søn, Knud Valdemarsen, med Esbern Snares enke Helena Guttormsdatter. Folkeviserne priser Dagmars godhed og skønhed i høje toner; men ægteskabet blev kun kortvarigt, for Dagmar døde allerede i 1212 efter i 1209 at have født ham endnu en søn, Valdemar den Unge.
I 1214 ægtede Valdemar den portugisiske kongedatter Berengaria (Bengerd). Med hende fik han fire børn, før hun, ligesom sin forgænger Dagmar, døde i barselseng. De tre sønner, Berengaria fødte, blev alle danske konger, og styrtede Danmark ud i ødelæggende borgerkrig.
Valdemar Sejr var optaget af at etablere udenlandske kontakter og ikke kun gennem sine egne ægteskaber. Fire af hans søstre var gift med udenlandske fyrster. Danmark var pga. sin stærke flåde af vikingeskibe en stormagt. Frankrig håbede at styrke sin sag overfor søfartsnationen England ved en alliance med Danmark. Fra dansk side ville man ikke i konflikt med England, men der blev aftalt ægteskab mellem prinsesse Ingeborg og den franske konge Filip August 2., og Knud 6. betalte ham en stor medgift for sin søster. En anden central årsag til ægteskabet for både Frankrig og Danmark var at markere sig politisk overfor det tysk-romerske kejserdømme. I 1193 blev brylluppet fejret i Amiens; dog forskød kong Filip allerede næste morgen sin danske brud. Samlivsbruddet resulterede i, at paven i 1200 forkyndte interdikt over Frankrig, og fra Danmark pressede Valdemar Sejr på for at finde en løsning for sin søster, der blev holdt i husarrest af sin mand under kummerlige forhold. Først efter tyve år, i 1213, tog kong Filip hende til sig som sin dronning.

### Problemer i Nordtyskland
På Dagmars og ærkebiskop Anders Sunesøns forbøn havde Valdemar kort efter brylluppet givet biskop Valdemar fri af fængslet, men allerede i 1207 brød denne sit løfte og lod sig vælge til ærkebiskop af Hamburg-Bremen; men i Hamburg, hvor Valdemar havde magten, fik han dog aldrig sat sin fod.
Valdemar støttede Otto 4. i hans kamp mod hohenstaufernes tronkræver, Frederik Barbarossas søn Filip af Schwaben. Som tak udstedte Otto 4. i 1214 et brev, hvori han overførte sin ret til alt land nord for Elben og dens biflod Elde (der løber syd for Mecklenburg) til den danske konge. Men efter at Filip var snigmyrdet i 1208, kølnede venskabet, og da den unge Frederik 2. optrådte som Ottos rival, hjalp Valdemar ham i stedet for. Samtidig underlagde Valdemar sig Mecklenburg fuldstændig, og da kejser Otto 4. besatte Hamburg, erobrede Valdemar byen tilbage i 1216. Kort efter blev også biskop Valdemar fordrevet fra Bremen.

### Korstoget til Estland
Også mod de østlige østersølande havde Valdemar vendt sit blik. Allerede i 1206 gjorde han tog mod Øsel, 1210 til Preussen og Samland, og da de nordtyske forhold var helt ordnede, tænkte Valdemar på et stort korstog mod Estland. Sankt Hansdag 1218 kronedes hans lille søn Valdemar til konge i Slesvig, og her kom også biskop Albert af Riga til stede og bad kongen underlægge sig Estland.
Den 15. juni 1219 kom Estland under dansk overherredømme. Paven havde opfordret Valdemar Sejr til at iværksætte et dansk korstog som hjælp i Palæstina eller føre korstog mod hedenske baltere, og kongen foretrak at færdiggøre mange års erobringspolitik i Estland, så Sværdridderne (senere indlemmet i Den Tyske Orden) ikke blev for magtfulde.
I 1217 sendte Valdemar sin nevø Albert af Orlamünde til Estland i håb om at erobre Øsel. Vinteren 1218/19 var streng nok til, at man kunne sende styrker fra Riga over isen til Estland. Ekspeditionen fik i eftertiden tilnavnet Det kolde korstog. Sværdbroderordenen, tyske korsfarere og nyomvendte lettere og litauere begav sig i vinternattens mørke over isen til Suntaken og derfra over land til Reval. Frosten og den bidende vind fik ansigtshuden til at slå sprækker og falde af. Mange forfrøs næse, hænder eller fødder i løbet af natten. Om morgenen satte de i fortvivlelse ild til den første landsby, de fandt, for at få varmen og tilbragte de næste dage med at plyndre og dræbe hedninge, hvorefter de jagede krigsfanger og kvæg ud på isen ved Reval og gik tilbage til Riga med byttet.
Med Estlands erobring havde det danske østersøvælde nået sit højdepunkt. Men dette herredømme var ikke underbygget med nogen form for kolonisation fra dansk side, og begivenhederne skulle kun alt for snart vise, hvor let den store bygning kunne styrte sammen.

### Jagten på Lyø
Under et jagtselskab på Lyø blev Valdemar lokket i baghold af et af ofrene for hans erobringspolitik, grev Henrik af Schwerin. Ved et overfald natten mellem 6. og 7. maj 1223 lykkedes det greven at fange kongen og hans søn af samme navn. Henrik førte dem til sin borg Lenzen i Brandenburg; senere til Dannenberg ved Elben, hvor han sad i Valdemarstårnet (senere opkaldt efter ham) på Schloss Dannenberg. I Danmark var bestyrtelsen stor. Imidlertid blev Albert af Orlamünde valgt til rigsforstander. Tidligere havde Valdemar været allieret for pave Innocens 3., da han i 1214 fik Frederik 2. indsat som kejser. Nu bad man pave Honorius 3. om hjælp. Kejser Otto nærede planer om at få Valdemar udleveret, men de gik hurtig i vasken, navnlig på grund af pave Honorius' strenge skrivelse. I øvrigt var paven så at sige Danmarks eneste støtte i disse tider. I Dannenberg pågik lange forhandlinger om fangernes løsladelse; men de strandede på grevens krav. Så faldt kongens fjender ind i Holsten, hvor Albert tabte slaget ved Mölln i januar 1225 og selv blev taget til fange. Forlig blev omsider sluttet i november 1225 på betingelse af, at Valdemar afstod alle tyske områder, bortset fra Rügen, og i løsepenge betalte 45.000 mark sølv samt mange mindre ydelser. Fangerne skulle løslades, efterhånden som løsesummen blev betalt. Valdemar Sejrs søster i Frankrig, Ingeborg, der var blevet enke efter den franske konge i 1223, bidrog til at få løsesummen betalt. Ved løskøbelsen indgik også formue efter den afdøde dronning Berengaria, "alt det guld, som havde hørt til dronningens pryd, med undtagelse af kronen, og det, hun før sin død havde givet kirker og klostre". Først 19. april 1226 efter henved tre års fangenskab blev Valdemar den Unge sat fri; noget senere end sin far.

### Valdemars sidste kamp
I julen 1225 kom Valdemar Sejr hjem. Da hans fangne søn også blev løsladt i marts 1226, følte kongen sig mere tryg og skrev til paven om at blive løst fra den ed, han havde svoret på, ikke at fejde mod grev Henrik og hans forbundsfæller. Pavens svar var imødekommende, så i foråret 1227 rykkede Valdemar ind i Holsten, men led nederlag i slaget ved Bornhöved den 22. juli 1227. Atter måtte han løskøbes og holdt sig herefter klogelig i ro resten af sin regeringstid. Først i 1230 kom hans andre sønner ud af fangenskab — de havde måttet sidde som gidsler, da deres far og ældre bror blev løsladt — og stadig var kun halvdelen af den meget store løsesum udredet.

### Valdemar den Unges død
Snart efter fik Valdemar en ny sorg, da Valdemar den Unge - der nylig var blevet enkemand - omkom ved et vådeskud fra en armbrøst under en jagt på Refsnæs den 28. november 1231. Hans kone Eleonore, brordatter af hans stedmor Berengaria, var - ligesom begge Valdemar Sejrs dronninger - død i barselseng.

### Kong Valdemars Jordebog
Svære økonomiske tab havde landet lidt i al denne tid, ikke blot ved udredelsen af de høje løsepenge, men også ved kvægpest og dyrtid. Herpå søgte Valdemar i sin kongetids sidste år med stor dygtighed at råde bod. For at skaffe sig en virkelig oversigt over kongens indtægter lod Valdemar foretage store forarbejder til en jordebog over kongens og Kronens gods og en skatteliste over hele landet, kendt den dag i dag under navn af "Kong Valdemars Jordebog".

### Jyske Lov
Valdemar Sejrs bidrag som lovgiver var "Jyske Lov", der blev vedtaget på et danehof i Vordingborg 10. marts 1241. Valdemars vigtigste rådgiver i disse sager var biskop Gunner af Viborg. Det originale manuskript gik tabt i middelalderen; men teksten er overleveret i 14 håndskrifter fra før 1400 og ca. 230 senere afskrifter, hvoraf ca. 150 på dansk, ca. 70 på plattysk og højtysk og 10 på latin. På trods af sit navn var Jyske Lov ikke begrænset til Jylland, men var den første landsdækkende danske lov, der åbner med de berømte ord: "Med Lov skal Land bygges." 

### Stensby-aftalen
I det hele stod Valdemar kirken og dens mænd nær, og i hans regerings første halvdel var ærkebiskop Anders Sunesøn ham en udmærket hjælp og støtte. Valdemar viste stor gavmildhed mod kirker og klostre, og med paverne stod han på den venskabeligste fod, hvad der ikke viste sig helt uden betydning i hans fangenskabs tid. Det sidste, han opnåede ved pavelig mellemkomst, var et forlig med Sværdbroderordenen i Stensby ved Vordingborg i 1238, hvorved han genvandt den større nordlige del af det tabte Estland.
Hverken der eller i Tyskland blev Valdemar Sejrs erobringer fulgt af nogen dansk bosættelse. Erik Menved (1286–1319) ville genoplive Valdemarernes østersøpolitik ved et forsøg på at vinde indflydelse i Nordtyskland og Sverige, men kunne kun opnå lån ved at långiverne - holstenske grever - fik sig overladt dele af riget som pant.
Sine sidste 14 år fokuserede Valdemar på indenrigspolitik, hvor han fik indført feudalismen i Danmark.
Fra Kullens folketro kendes den såkaldte "kullenmand", som ifølge sagnet blev budsendt af Valdemar Sejr på hans ældre dage. Kongen skulle være grebet af tungsind; og sådan som livet var blevet for ham, kan der være en historisk kerne af sandhed i det. Arild Huitfeldt skriver, at kong Valdemar engang, han var ved at stige til hest, faldt i tanker, så han blev stående, og "kullemanden udi Skåne (en bjergmand og spøgelse udi Kullen)" kommenterede det sådan:
Din Herre og Konge tænkte på,
hvorlunde det skulde hans Sønner gå,
når han var gangen af Live.
Men sig ham for Sandingen så,
at Ørlog og Tvedragt [krig og kiv] skulle de få,
dog skulde de alle Konger blive. 
Og den profeti slog også til, for som det hedder i en middelalderlig folkevise: "Der er så mange i Danmark, som alle vil herrer være." 

### Riget splittes
Efter Valdemar den Unges død i 1231 lod Valdemar den ældste, levende, legitime søn, Erik 4. Plovpenning, krone til medkonge i 1232, mens han gav de andre store forleninger; ikke blot sine ægtefødte børn Abel og Christoffer, men også sønnen Knud, som han havde fået med Esbern Snares enke Helena, og Niels samt sine tyske søstersønner Albert af Orlamünde og Otto af Braunschweig-Lüneburg. Abel blev hertug i Sønderjylland, og Christoffer 1. herre til Lolland og Falster. Niels blev i 1216 forlenet med Halland;  Knud i 1219 med Estland, senere Blekinge. Dermed lagdes grunden til den splittelse i riget, som viste sig umiddelbart efter Valdemars død.
Valdemars datter med Berengaria, Sofia, giftede sig i 1230 med Berlins grundlægger, markgreve Johan 1. af Brandenburg, bror til Otto den Fromme. Fortvivlet over sine brødres indbyrdes kiv og strid rejste den højgravide Sofia vinteren 1247 til Danmark i håb om at kunne mægle mellem dem. I stedet for døde hun i barselseng. Hun og den nyfødte blev begravet i Flensborg.

### Død og begravelse
Valdemar Sejr døde i Vordingborg og ligger begravet i Skt. Bendts Kirke i Ringsted.
Ved hans død gik der rygter om et forestående mongolsk angreb, så ingen skibe forlod dansk havn i foråret 1241, hvis der blev brug for dem til det hjemlige forsvar. Selv i Portugal blev der holdt kirkemøder og bedt til Gud om at standse mongolernes fremrykning.

### Børn
- Niels af Halland (ca 1195-1218) - moderen ukendt, muligvis uden for ægteskab (se ovenfor)

- Knud Valdemarsen (ca 1205-1260) - med Helena Guttormsdatter (uden for ægteskab)
- Valdemar den Unge (1209 - 1231) - med dronning Dagmar

Fire børn med Berengaria:
- Erik Plovpenning (1216-1250)
- Sofie af Danmark (1217-1247)
- Abel af Danmark (1218-1252)
- Christoffer 1. (1219-1259)